# Рогачёвский (Краснодарский край)
Рогачёвский — посёлок в Калининском районе Краснодарского края.
Входит в состав Куйбышевского сельского поселения.

## География

### Улицы
| - пер. Садовый, - пер. Тупиковый, - ул. Горького, - ул. Зелёная, - ул. Малая, - ул. Мира, | - ул. Набережная, - ул. Пролетарская, - ул. Речная, - ул. Садовая, - ул. Советская, - ул. Солнечная. |

## Население
| 2002 | 2010 |
| ---- | ---- |
| 927  | ↘920 |